# ستانلي كونر
ستانلي كونر (بالإنجليزية: Stanley Conner)‏ هو مدرب كرة قدم أمريكي، ولد في القرن العشرين.